# جورجيا في الألعاب الأولمبية
جورجيا في الألعاب الأولمبية الألعاب الأولمبية هي من أهم الأحداث الرياضية في جورجيا، تقوم اللجنة الأولمبية الوطنية الجورجية بالإشراف في شؤون مشاركة جورجيا في الألعاب الأولمبية، كانت جورجيا تشارك سابقاً في الألعاب الأولمبية كجزء من روسيا القيصرية وثم الإتحاد السوفييتي وثم الفريق الأولمبي الموحد في دورة 1992، وأول مرة إشتركت فيها جورجيا بعد إستقلالها كانت في دورة 1996 في أتالانتا في الولايات المتحدة، وقد فازت جورجيا حتى الآن في مشوارها في الألعاب الأولمبية الصيفية بمجموع 25 ميدالية في الألعاب الأولمبية الصيفية منها 6 ميدالية ذهبية و 5 فضية و 14 برونزية، وأكثر الرياضات التي تنافس فيها جورجيا هي المصارعة و الجودو و رفع الأثقال ورياضات أخرى.
في الألعاب الأولمبية الشتوية شاركت جورجيا أول مرة في دورة 1994 في ليلهامر في النرويج ولم تفز حتى الآن بأي ميدالية في الألعاب الشتوية.